# Supermarine Walrus
Supermarine Walrus var en brittisk enmotorig dubbeldäckad flygbåt tillverkad av Supermarine och flög för första gången 1933. Flygbåten konstruerades av Reginald Joseph Mitchell för att användas som ett spaningsflygplan ombord på kryssare och slagskepp. Den kom senare att användas i en mängd andra roller, främst räddning av nedskjutna piloter till sjöss.

## Användare
- Argentina
  - Armada de la República Argentina
- Australien
  - Royal Australian Air Force
- Kanada
  - Royal Canadian Air Force
  - Royal Canadian Navy
- Nya Zeeland
  - Royal New Zealand Air Force
- Storbritannien
  - Fleet Air Arm
  - Royal Air Force